# Constantin Tomașciuc
Constantin Tomașciuc (scris și Tomaszczuk; n. 13 martie 1840, Cernăuți, Imperiul Austriac – d. 19 decembrie 1889, Viena, Austro-Ungaria) a fost un jurist, profesor de drept și filosofie juridică și politician român, care a fost ales deputat în Dieta Bucovinei și în camera deputaților a Consiliului Imperial din Viena în perioada 1871-1889. A fost primul rector al Universității din Cernăuți.

## Biografie

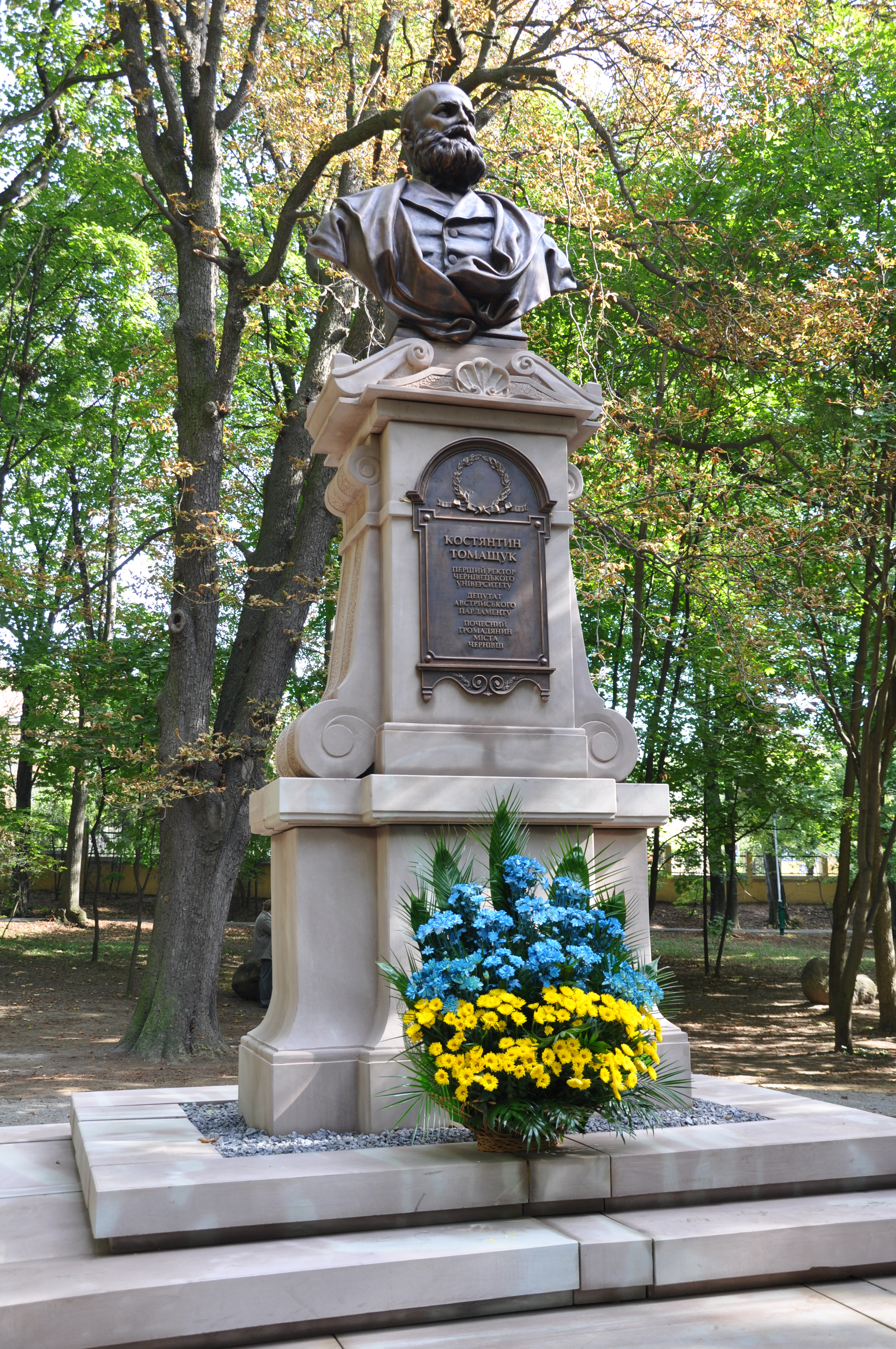
Statuia lui Constantin Tomașciuc din Cernăuți

S-a născut la Cernăuți la 13 martie 1840 într-o familie de religie greco-ortodoxă, mama sa fiind româncă, iar tatăl rutean.

## Studii
După școala primară a absolvit la 31 iulie 1857 Obergymnasiumul din Cernăuți. Tot în același an s-a înscris la Universitatea din Lemberg, unde a urmat cursurile de drept, filozofie și istorie. În anul 1861 a absolvit Facultatea de Drept, iar la 16 august 1864 a obținut doctoratul în drept.
A lucrat 5 ani ca jurist la Sibiu.

## Activitatea politică

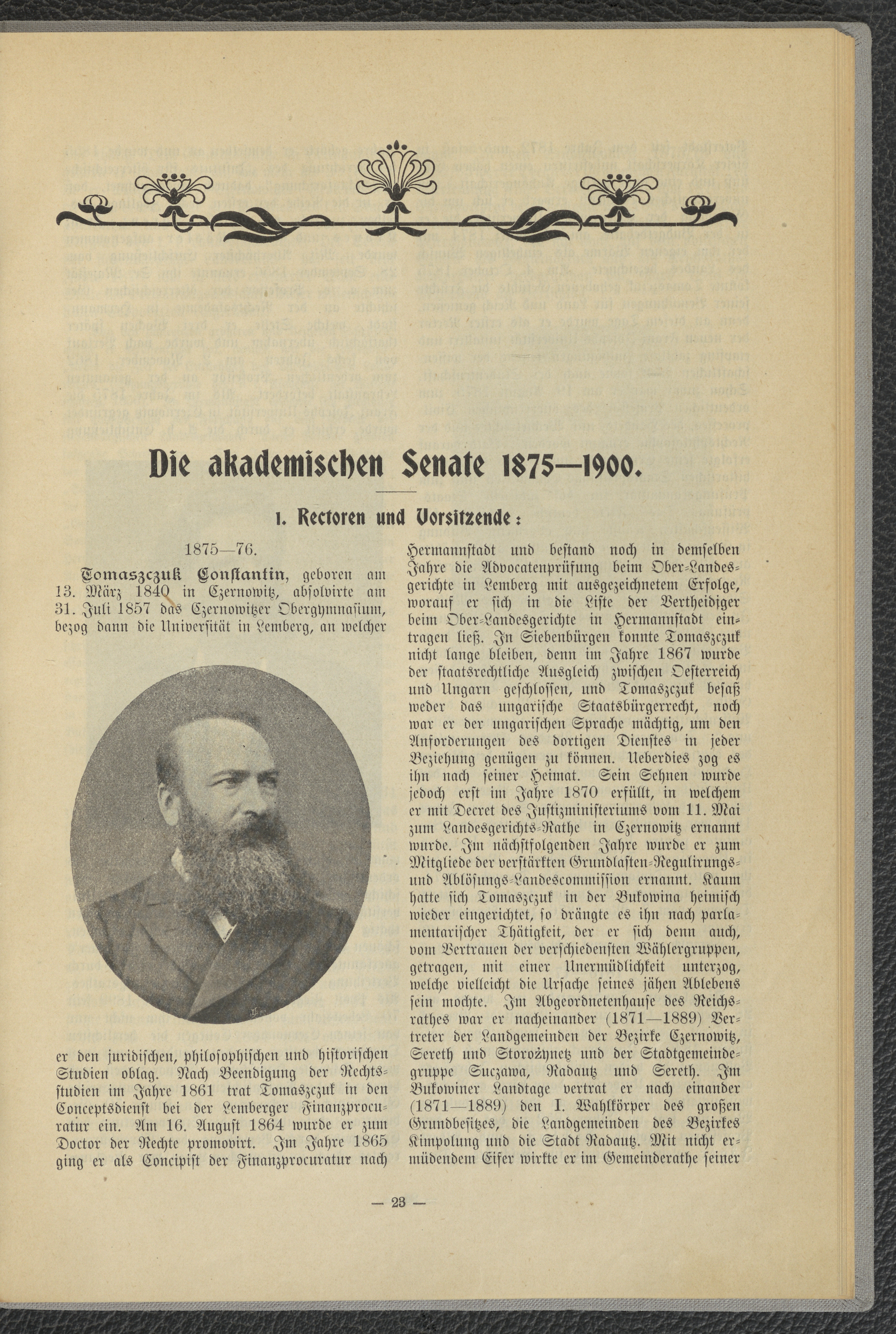

A fost deputat în Dieta Bucovinei și în camera deputaților a Consiliului Imperial din Viena în perioada 1871-1889.
Tomașciuc a făcut parte din gruparea liberală și centralistă, condusă de Eudoxiu de Hurmuzachi, care milita pentru un stat central politic, dar cu autonomie culturală pentru teritoriile coroanei, locuite de grupurile etnice non-germane (spre deosebire de gruparea federalist-autonomistă a lui Alexandru Petrino, care dorea un stat descentralizat și federal). El ce considera etnic român, dar politic austriac și parțial de origine ruteană. Tomașciuc susținea că naționalitatea politică austriacă nu trebuie să se bazeze pe limbă sau etnie și era un adversar al ultranaționalismului și al antisemitismului. El a făcut parte din Societatea pentru Cultura și Literatura Română în Bucovina.
Într-o dezbatere din Consiliul Imperial Austriac din 7 martie 1872, a reluat demersurile pentru deschiderea unei Universități la Cernăuți, dar și pentru dezvoltarea învățământului secundar pentru femei în Ducatul Bucovinei. Acestea au fost realizate, iar, în 1875, Tomașciuc, care era profesor de drept comercial și de filosofie juridică, a devenit primul rector al Universității.
În 1888 a aderat la Viena la grupul parlamentar Stânga Unită Germană.

## Activitatea didactică

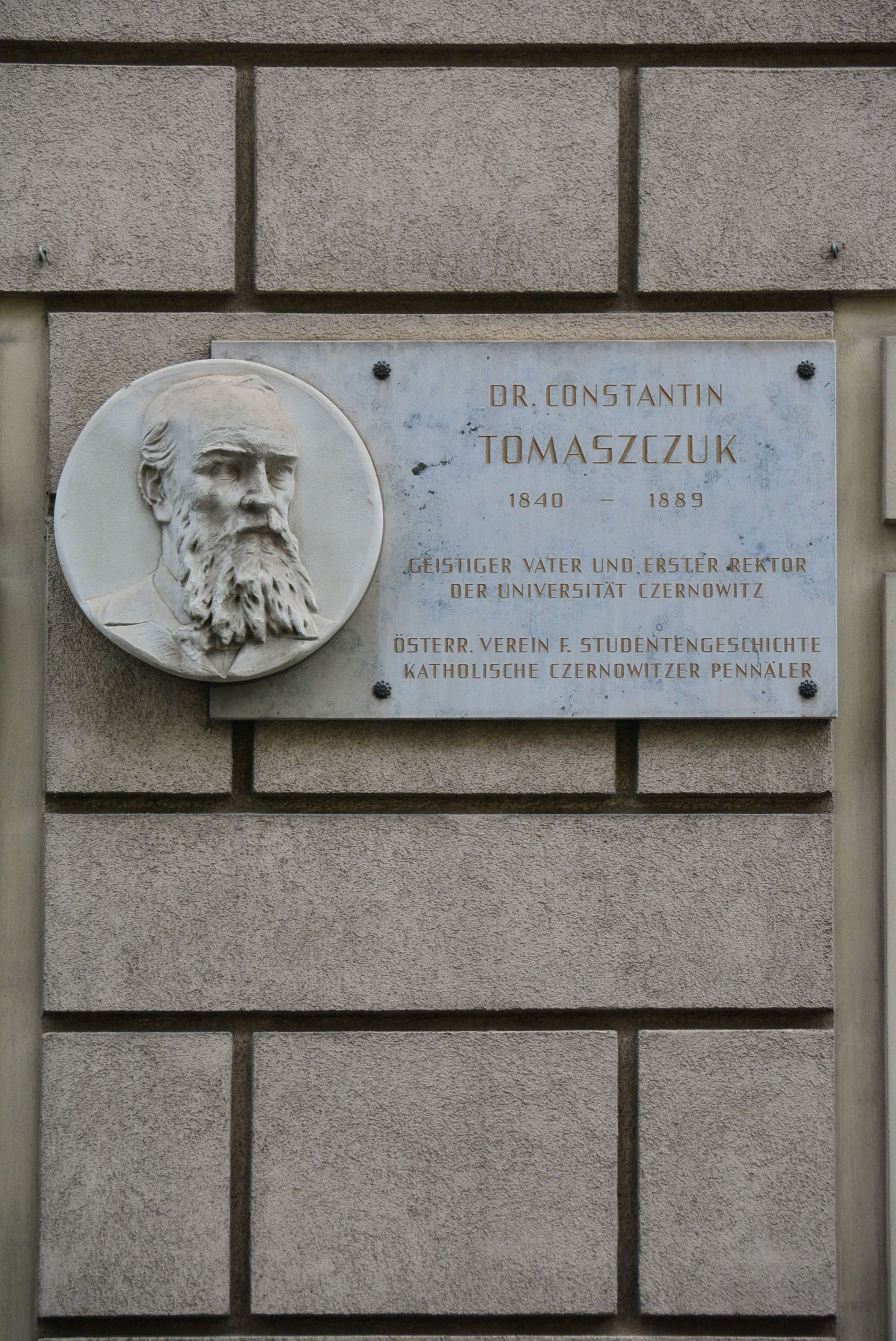
Placă memorială din Viena (Pelikangasse)

Tomașciuc în 1875

A fost primul rector al Universității Franz Joseph din Cernăuți. Profesor de drept civil, drept comercial și cambial și de filozofia dreptului.

## Boala și decesul
În 1888, Tomașciuc a fost diagnosticat cu cancer pulmonar. Urma să fie operat la Viena la sfârșitul anului 1889, dar, cu câteva zile înainte de operație, a decedat. A fost înmormântat cu onoruri în Cimitirul Central din Viena, iar în Parlamentul Austriac a fost succedat de Doxuță Hurmuzachi.
În istoriografia ucraineană, Tomașciuc este prezentat ca "ucrainean".